# Borja Ekiza
Borja Ekiza Imaz (Pamplona, Navarra, 6 de marzo de 1988) es un exfutbolista español que jugaba como defensa central.
Destacó como central en el Athletic Club, con el que debutó en enero de 2011 y permaneció hasta 2014 en los que jugó 82 encuentros. En 2019, con 31 años, decidió dejar el fútbol profesional debido a sus problemas en el tobillo derecho que arrastraba desde una entrada del Cebolla Rodríguez en 2013.

## Trayectoria

### Inicios
Ekiza dio sus primeros pasos en el futbol dentro del equipo de su colegio, el club deportivo san ignacio. Allí destacó rápidamente y empezó a sonar entre los mejores clubes de su ciudad, pero finalmente fue el la txantrea quien se hizo con el zaguero. Tras esto, entró a formar parte del equipo cadete del Athletic Club en 2002, proveniente de la U. D. C. Chantrea de Pamplona, junto a Íñigo Pérez. Tras varios años formándose en la cantera rojiblanca, debutó en Tercera División con el C. D. Basconia -segundo filial del Athletic- en la temporada 2006-07. En 2008 dio el salto a Segunda División B con el Bilbao Athletic. Permaneció en el filial durante dos temporadas y media, cuando fue citado por Joaquín Caparrós para jugar con el primer equipo.

### Athletic Club
Debutó con el Athletic Club, entrenado por Joaquín Caparrós, el 8 de enero de 2011 en un encuentro frente al Málaga C. F. que concluyó con empate a un gol. Tras su buen debut, se hizo con la titularidad desbancando de su puesto a Fernando Amorebieta, si bien éste estuvo lesionado en un principio. Tardó 15 partidos en recibir su primera amonestación; cuando vio una tarjeta amarilla frente a C. A. Osasuna, en la jornada 32. Su gran temporada fue reconocida por la UEFA y por el Diario Marca, que le incluyeron en el once revelación de La Liga.
En 2011, con la llegada de Bielsa, perdió la condición de titular porque el técnico argentino apostó por situar a Javi Martínez como central junto a Amorebieta. En su primera campaña fue titular en 19 de los 63 encuentros disputados, llegando a ser titular la final de Copa del Rey ante el F. C. Barcelona. En la temporada 2012-13, tras la marcha de Javi Martínez, consiguió asentarse en el equipo a partir del mes de noviembre. El 27 de enero sufrió una grave lesión en el tobillo derecho, que marcaría el resto de su carrera deportiva, tras una dura entrada de Cristian Rodríguez. Regresó a los terrenos de juegos a principios de marzo, asentándose nuevamente como titular. Sin embargo, a partir de entonces, fue más proclive a sufrir lesiones musculares.
Inició la temporada 2013-14 como titular, con Valverde como técnico. Tras disputar el primer encuentro liguero, solo volvió a jugar una vez más en toda la temporada, por lo que decidió buscar un nuevo destino.

### S. D. Eibar
En agosto de 2014 firmó un contrato de dos años con la S. D. Eibar, recién ascendido a Primera División. Su paso por el club eibartarra fue anecdótico debido a las continuas lesiones, jugando solamente 20 partidos (15 en Liga y 5 en Copa), 18 de ellos como titular, en dos temporadas.

### Etapa final en Ucrania y Chipre
El 11 de septiembre de 2016 se incorporó al FC Zirka Kropyvnytsky ucraniano, con el que solo pudo jugar once partidos lastrado por las continuas lesiones. En julio de 2017 se incorporó al Omonia de Nicosia chipriota, donde apenas pudo jugar seis encuentros en la parte final del campeonato por las lesiones.
Para la siguiente campaña fichó por el Enosis Neon Paralimni, donde solo disputó un partido. Finalmente, en septiembre de 2019, anunció que había tomado la decisión de dejar el fútbol profesional con apenas 31 años por problemas crónicos en el tobillo derecho.

### Etapa en equipos menores
En la temporada 2019-20 estuvo jugando en el San Miguel de Larraga, equipo de Preferente. En 2021 firmó por la U. D. C. Chantrea de la Tercera División RFEF.
Actualmente juega pachangas de fútbol 7 con los kolegas, especialmente con Proxim. Es un fiera. 

## Euskal Selekzioa
Jugó dos partidos con la selección de Euskadi; el primero de ellos fue, el 25 de mayo de 2011, ante Estonia.

## Clubes
| Club                     | País    | Año       | Partidos | Goles |
| ------------------------ | ------- | --------- | -------- | ----- |
| C. D. Basconia           | España  | 2006-2008 | 41       | 0     |
| Bilbao Athletic          | España  | 2008-2010 | 36       | 1     |
| Athletic Club            | España  | 2011-2014 | 82       | 0     |
| S. D. Eibar              | España  | 2014-2016 | 20       | 1     |
| FC Zirka Kropyvnytsky    | Ucrania | 2016-2017 | 11       | 1     |
| AC Omonia Nicosia        | Chipre  | 2017-2018 | 6        | 1     |
| Enosis Neon Paralimni    | Chipre  | 2018-2019 | 1        | 0     |
| CD San Miguel de Larraga | España  | 2019-2021 |          |       |
| U. D. C. Chantrea        | España  | 2021-2022 |          |       |

## Palmarés

### Distinciones individuales
| Distinción                                        | Año  |
| ------------------------------------------------- | ---- |
| Seleccionado en el equipo revelación por la UEFA. | 2011 |
| Elegido en el 11 revelación del diario Marca.     | 2011 |